# Larga vida al Barón
Larga vida al Barón es el segundo recopilatorio de la banda española Barón Rojo, puesto que, en el año 1983, Zafiro ya lanzó el primer recopilatorio bajo el nombre genérico de "Grandes Temas". Larga vida al Barón fue publicado por Zafiro en 1995, contiene 2 Cd con 24 temas de la trayectoria de Barón Rojo con su formación original; con aproximadamente dos horas de duración, que van de los principales temas del disco Larga vida al rock and roll hasta Obstinato, no incluyéndose, sorprendentemente algunos sencillos y ninguna canción del disco No va más.
Contó con una edición reducida a casete y una versión oficial para Colombia (país donde el grupo goza de un gran culto) licenciada por el sello BMG Ariola. En este recopilatorio los integrantes de la banda no tuvieron voz ni voto, sin embargo, supuso el acicate para que la banda, en esos momentos formada por los hermanos de Castro, Ramakhan y José Luis Aragón, iniciara una gira por toda España. Uno de los aspectos a destacar es que las canciones se encuentran en orden cronológico.

## Lista de temas
| CD 1  |                                                                      |                                                            |          |  |
| N.º   | Título                                                               | Escritor(es)                                               | Duración |  |
| 1.    | «Con botas sucias» (de Larga vida al rock and roll, 1981)            | Armando de Castro                                          | 4:10     |  |
| 2.    | «El pobre» (de Larga vida al rock and roll, 1981)                    | José Luis Campuzano / Carolina Cortés                      | 3:40     |  |
| 3.    | «Los desertores del rock» (de Larga vida al rock and roll, 1981)     | Carlos de Castro                                           | 4:23     |  |
| 4.    | «Larga vida al rock and roll» (de Larga vida al rock and roll, 1981) | A. de Castro / C. de Castro                                | 4:05     |  |
| 5.    | «Barón Rojo» (de Larga vida al rock and roll, 1981)                  | J.L. Campuzano / C. Cortés / A. de Castro                  | 5:45     |  |
| 6.    | «Los rockeros van al infierno» (de Volumen brutal, 1982)             | J.L. Campuzano / C. Cortés                                 | 4:22     |  |
| 7.    | «Son como hormigas» (de Volumen brutal, 1982)                        | J.L. Campuzano / C. Cortés / A. de Castro                  | 4:10     |  |
| 8.    | «Las flores del mal» (de Volumen brutal, 1982)                       | C. de Castro                                               | 4:55     |  |
| 9.    | «Resistiré» (de Volumen brutal, 1982)                                | J.L. Campuzano / C. Cortés / A. de Castro / C. de Castro   | 5:07     |  |
| 10.   | «Concierto para ellos» (de Volumen brutal, 1982)                     | J.L. Campuzano / C. Cortés / A. de Castro                  | 4:42     |  |
| 11.   | «El Barón vuela sobre Inglaterra» (de Volumen brutal, 1982)          | J.L. Campuzano / H. Calabria / A. de Castro / C. de Castro | 2:50     |  |
| 12.   | «Siempre estás allí -» (de Metalmorfosis, 1983)                      | J.L. Campuzano / C. Cortés / A. de Castro                  | 6:33     |  |
| 13.   | «El malo» (de Metalmorfosis, 1983)                                   | J.L. Campuzano / C. Cortés                                 | 5:25     |  |
| 60:07 |                                                                      |                                                            |          |  |

| CD 2  |                                                        |                                               |          |  |
| N.º   | Título                                                 | Escritor(es)                                  | Duración |  |
| 1.    | «Hiroshima» (de Metalmorfosis, 1983)                   | C. de Castro / A. de Castro / J. L. Campuzano | 6:50     |  |
| 2.    | «Se escapa el tiempo» (de Metalmorfosis, 1983)         | J.L. Campuzano / C. Cortés / A. de Castro     | 5:02     |  |
| 3.    | «Herencia letal» (de Single de Metalmorfosis, 1983)    | J.L. Campuzano / C. Cortés / A. de Castro     | 4:13     |  |
| 4.    | «Campo de concentración» (de Barón al rojo vivo, 1984) | J.L. Campuzano / C. Cortés                    | 5:11     |  |
| 5.    | «Breakthoven» (de En un lugar de la marcha, 1985)      | J.L. Campuzano / C. Cortés                    | 5:27     |  |
| 6.    | «Cuerdas de acero» (de En un lugar de la marcha, 1985) | A. de Castro                                  | 4:50     |  |
| 7.    | «Hijos de Caín» (de En un lugar de la marcha, 1985)    | J.L. Campuzano / C. Cortés                    | 6:00     |  |
| 8.    | «Pico de oro» (de Tierra de nadie, 1987)               | J.L. Campuzano / H.Calabria / C. Cortés       | 5:22     |  |
| 9.    | «Tierra de nadie» (de Tierra de nadie, 1987)           | J.L. Campuzano / C. Cortés                    | 6:26     |  |
| 10.   | «Tren fantasma» (de Obstinato , 1989)                  | J.L. Campuzano / C. Cortés                    | 5:06     |  |
| 11.   | «Paraíso Terrenal» (de Obstinato, 1989)                | J.L. Campuzano / C. Cortés / M.A.Collado      | 3:55     |  |
| 58:22 |                                                        |                                               |          |  |